# 1868年死刑修正法案
1868年死刑修正法案（英語：Capital Punishment Amendment Act 1868）於1868年5月29日獲得御准，結束了英國對謀殺罪的公開處決。1868年死刑修正法案要求所有因謀殺罪被判處死刑的囚犯均在關押他們的監獄內處決，並將他們的屍體埋在監獄內。這項法案是由羅伯特·皮爾爵士和查爾斯·狄更斯等人所努力推動的。廢除公開處決是1864年至1866年死刑议题皇家委员会的建議之一。